# Feliks
Feliks é um filme de drama esloveno de 1996 dirigido e escrito por Božo Šprajc. Foi selecionado como representante da Eslovênia à edição do Oscar 1997, organizada pela Academia de Artes e Ciências Cinematográficas.

## Elenco
- Dejan Acimovic
- Ivo Ban
- Peter Benedejcic
- Janez Hocevar
- Meto Jovanovski
- Polona Juh
- Petar Mircevski